# Jefferson Tabinas
Jefferson Tabinas, född 7 augusti 1998 i Tokyo prefektur, är en filippinsk fotbollsspelare.
Tabinas började sin karriär 2017 i Kawasaki Frontale. Efter Kawasaki Frontale spelade han för FC Gifu och Gamba Osaka. 2021 flyttade han till Mito HollyHock. 
Tabinas spelade 3 landskamper för det filippinska landslaget.